# Dichochrysa luctuosa
Dichochrysa luctuosa is een insect uit de familie van de gaasvliegen (Chrysopidae), die tot de orde netvleugeligen (Neuroptera) behoort. 
Dichochrysa luctuosa is voor het eerst wetenschappelijk beschreven door Banks in 1911.